# Cladosporium sphaerospermum
Cladosporium sphaerospermum é um fungo radiotrófico pertencente ao gênero Cladosporium e foi descrito em 1886 por Albert Julius Otto Penzig a partir das folhas e ramos em decomposição de Citrus .  Trata-se de um fungo demáceo (de pigmentação escura) caracterizado por crescimento lento e reprodução predominantemente assexuada. Essa espécie integra um complexo de espécies "crípticas" pouco diferenciadas morfologicamente,mas com atributos fisiológicos e ecológicos semelhantes. Em publicações antigas, todas essas espécies irmãs foram agrupadas como C. sphaerospermum, gerando confusão sobre características fisiológicas e ecológicas atribuídas ao táxon em sentido estrito. Filogeneticamente , C. sphaerospermum é próximo a C. fusiforme. Análises recentes confirmaram que Cladosporium langeroni, previamente sinonimizado, é uma espécie distinta.

## Crescimento e morfologia
As hifas de Cladosporium sphaerospermum possuem paredes espessas, septadas e de cor marrom-olivácea. As colônias têm textura aveludada, são planas e raramente apresentam elevações ou sulcos radiais.Seus conidióforos, com estrutura semelhante a árvores, são ramificados, septados e escuros, medindo entre 150–300 μm de comprimento e 3,5–4,0 μm de largura. Diferentemente de espécies relacionadas, os conidióforos de C. sphaerospermum não possuem nós inchados nos pontos de ramificação. Os conídios são globosos a elipsoides, com diâmetros de 3,4–4,0 μm, organizados em cadeias ramificadas onde o conídio mais jovem está no topo. A espécie também produz ramoconídios (6–14 × 3,5–4,0 μm), úteis para sua identificação, pois apresentam cicatrizes de fixação específicas nas extremidades.
Esse fungo é psicrófilo, com capacidade de crescer entre −5 °C e 35 °C, embora a temperatura ideal seja 25 °C. Não há crescimento a 37 °C. Ele também é xerotolerante, sobrevivendo em condições de baixa atividade de água, inclusive em ambientes com alta salinidade. Foi observado crescimento em atividades de água tão baixas quanto 0,815 a w in vitro.

## Fisiologia
Cladosporium sphaerospermum é um fungo saprotrófico, atuando como invasor secundário de tecidos vegetais mortos. Sua energia provém da conversão de amido, celulose e sacarose em álcool e dióxido de carbono. Estudos laboratoriais mostram que ele também cresce utilizando tolueno como única fonte de carbono, adaptando-se a ambientes pobres em nutrientes. Essa espécie contribui para a biodegradação de hidrocarbonetos aromáticos policíclicos , produzindo espécies reativas de oxigênio, como H 2 O 2.Uma característica notável é a produção de melanina, que protege contra radiação UV, ataque oxidativo e lise enzimática. A presença do fungo pode ser detectada por testes de KOH, que cora suas estruturas. A adição de azul de lactofenol destaca a quitina na parede celular e a coloração marrom característica dos conídios e conidióforos. O genoma de C. sphaerospermum foi sequenciado em 2012, identificando genes relacionados à biossíntese de de di-hidroxinaftaleno(DHN)-melanina, à produção de alérgenos e à resistência a antifúngicos.

## Habitat e ecologia
Cladosporium sphaerospermum é um fungo cosmopolita que habita edifícios urbanos e o meio ambiente e, devido à sua natureza aerotransportada, pode mover-se rapidamente entre locais, embora a extensão disso esteja ausente em pesquisas.  É encontrado em ambientes hipersalinos em climas mediterrâneos e tropicais, bem como em ambientes de solo e plantas em climas temperados.  A presença deste fungo no interior do edifício pode significar que existe um problema de condensação, como nas paredes das casas de banho  e nas cozinhas.  Também foi demonstrado que Cladosporium sphaerospermum habita películas de tinta em paredes e outras superfícies, bem como pinturas antigas.   Este fungo também é capaz de crescer em materiais à base de gesso, com ou sem tinta e papel de parede.  Os materiais vegetais afetados incluem folhas de citrinos  em várias outras folhas de plantas em decomposição,  nos caules de plantas herbáceas e lenhosas,  em frutas e vegetais.  O fungo também foi relatado em produtos de panificação à base de trigo.

## Saúde humana
Cladosporium sphaerospermum é conhecido principalmente como um agente de deterioração de frutas e vegetais colhidos.  Existem muito poucos relatos que implicam esta espécie como agente de doenças em humanos.  É conhecido como um alérgeno e causa principalmente problemas em pacientes com doenças do trato respiratório, bem como feo-hifomicose subcutânea e lesões intrabrônquicas em indivíduos imunocompetentes causadas por muitos fungos demáceos.  Foi relatado raramente em infecções de pele, olhos, seios nasais e cérebro.  Foi relatado um caso em que uma paciente do sexo feminino desenvolveu inchaço no dorso da mão que, após testes com coloração de prata metenamina de Grocott e azul de algodão lactofenol, confirmou a presença de hifas demáceas compatíveis com C. sphaerospermum .  Outro caso identificado foi o de feo-hifomicose cerebral, mas que foi tratado com sucesso e os sintomas foram atenuados.  Cladosporium sphaerospermum produz compostos alergênicos, mas não é conhecido por produzir micotoxinas significativas.

## Estimulante do crescimento vegetal
Em 2020, o Departamento de Agricultura dos EUA anunciou ter encontrado evidências de que uma certa cepa do fungo tem um efeito positivo no crescimento das plantas. Em um estudo usando plantas de tabaco e pimenta, eles descobriram que "a cepa TC09 de Cladosporium sphaerospermum pode acelerar drasticamente o crescimento da planta se uma planta em germinação estiver perto do fungo, pois ele emite voláteis ou gases."

## Proteção contra radiação
Um experimento foi feito na Estação Espacial Internacional em dezembro de 2018 e janeiro de 2019 para testar se fungos radiotróficos poderiam ser usados como proteção contra radiação, especialmente no espaço. O experimento utilizou Cladosporium sphaerospermum . Os resultados foram pré-publicados para revisão por pares em julho de 2020. Durante o estudo de 30 dias, a quantidade de redução de radiação abaixo de uma camada de fungo de 1,7 mm de espessura na maturidade completa foi medida em 2,17±0,35%. Estimativas de uma camada de 21 cm de espessura do fungo indicam que ele poderia atenuar a dose anual de radiação na superfície de Marte.